# SS-Untersturmführer

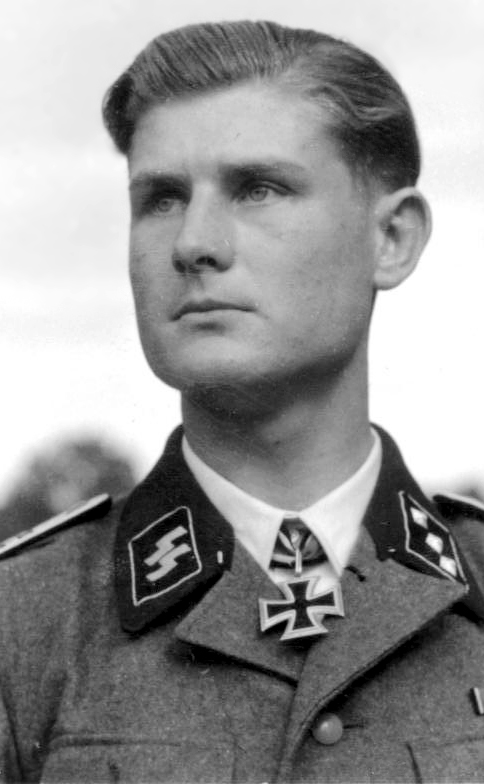
Werner Wolff, hier als SS-Untersturmführer der Waffen-SS

Der SS-Untersturmführer (kurz: Ustuf; Ansprache: Untersturmführer) war im Deutschen Reich der niedrigste Offiziersrang der Schutzstaffel (SS). Die ursprüngliche Bezeichnung im NS-Ranggefüge lautete SS-Sturmführer; erst 1935 wurde die Bezeichnung in der SS in SS-Untersturmführer geändert. Der Dienstrang entsprach im militärischen Ranggefüge einem Leutnant.
Bei den Abbildungen werden die Rangabzeichen oder Dienstgradabzeichen gezeigt, die als Schulterstücke und Kragenspiegel, aber auch als Ärmelabzeichen ab 1942 für Tarn- oder Spezialanzüge, getragen wurden. Die Kragenspiegel mit SS-Runen und dem Rangabzeichen wurden an der feldgrauen Uniformjacke der Waffen-SS oder der grauen Feldbluse getragen.

## Rangfolge und Insignien
Dieser SS-Rang war dem SA-Sturmführer und dem militärischen Leutnant gleichgestellt. Die Unterlage der Schulterstücke war in der für Offiziere der Waffen-SS festgelegten Waffenfarbe gehalten.
Im Zuge der Dienstgradangleichung wurde der Rang den Leutnanten der Gendarmerie und den Polizeiobermeistern und Obersekretären der Ordnungspolizei, der Verwaltungspolizei und der Sicherheitspolizei (Gestapo und Kripo) verliehen.
| niedriger: SS-Sturmscharführer | SS Rang SS-Untersturmführer (Waffen-SS und Allgemeine SS gleich) | höher: SS-Obersturmführer (Waffen-SS und Allgemeine SS gleich) |
| niedriger: SA-Sturmscharführer | SA Rang SA-Sturmführer                                           | höher: SA-Obersturmführer                                      |
| niedriger: Stabsfeldwebel      | Dienstgrad der Wehrmacht Leutnant                                | höher: Oberleutnant                                            |

Rangabzeichen SS-Untersturmführer der Waffen-SS
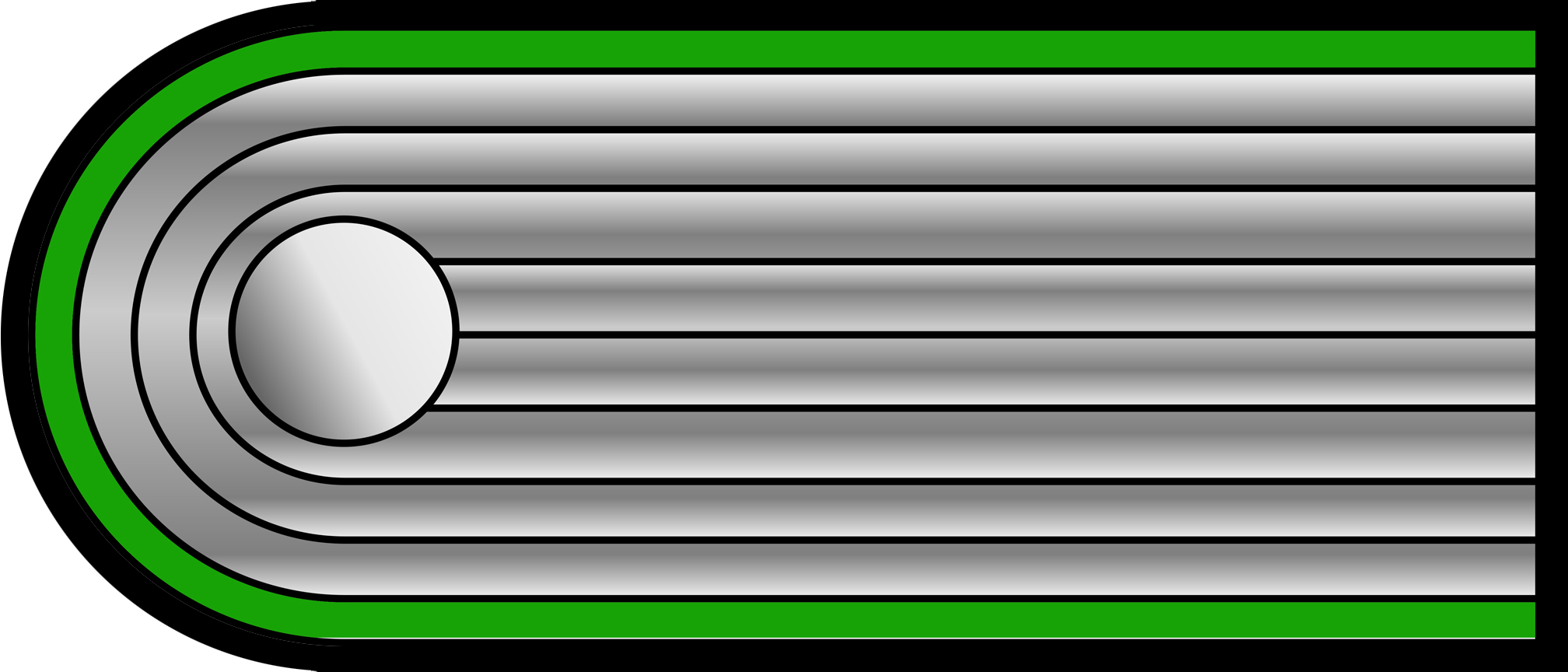
Schulterstück (Waffenfarbe Wiesengrün: SS-Gebirgstruppe)
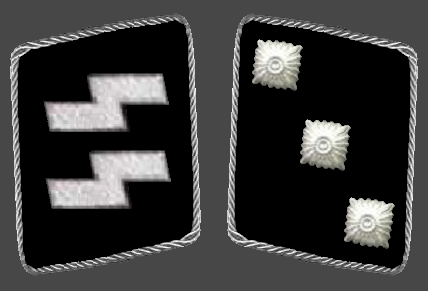
Kragenspiegel
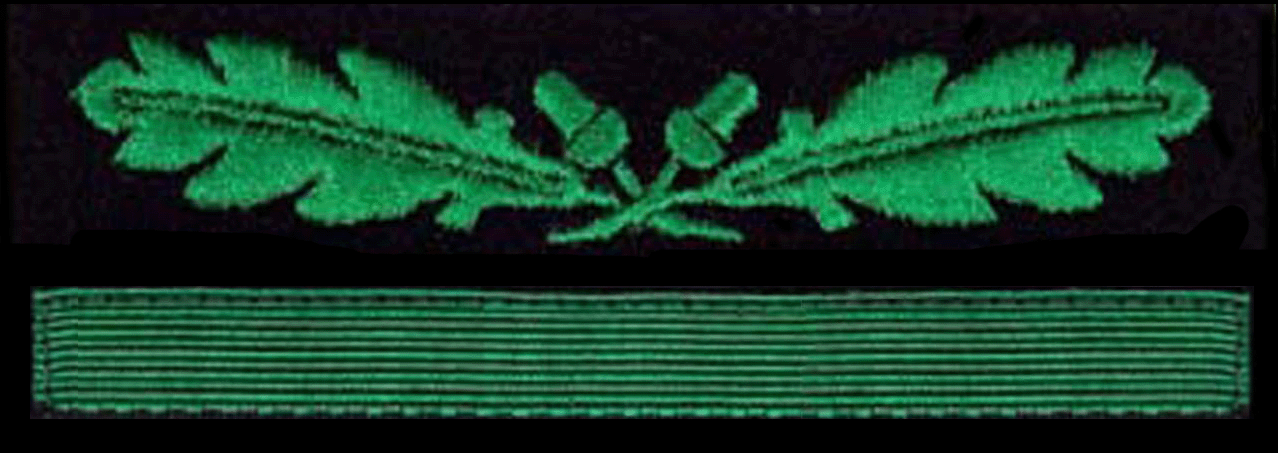
Ärmelabzeichen Tarnanzug

## Bekannte SS-Untersturmführer
- Friedrich Gollert
- Klaus von Rosenstiel
- Hanns Martin Schleyer
- Herbert Schweiger